# Internazionali BNL d'Italia 2010
Giải quần vợt Ý Mở rộng 2010 (hay Rome Masters 2010 và tiêu đề tài trợ Internazionali BNL d'Italia 2010) là một giải quần vợt, being diễn ra trên sân đất nện ngoài trời tại Foro Italico ở Rome, Ý. Đây là mùa giải thứ 67 của sự kiện và được phân loại là sự kiện ATP World Tour Masters 1000 trong ATP World Tour 2010 và một sự kiện Premier 5 trong WTA Tour 2010. Sự kiện nam diễn ra từ 24 tháng 4 đến 2 tháng 5 năm 2010 trong khi sự kiện nữ diễn ra từ 30 tháng 4 đến 8 tháng 5 năm 2010.

## Vận động viên ATP

### Hạt giống
| Tay vợt             | Quốc tịch      | Xếp hạng* | Hạt giống |
| ------------------- | -------------- | --------- | --------- |
| Roger Federer       | Thụy Sĩ        | 1         | 1         |
| Novak Djokovic      | Serbia         | 2         | 2         |
| Rafael Nadal        | Tây Ban Nha    | 3         | 3         |
| Andy Murray         | Great Britain  | 5         | 4         |
| Robin Söderling     | Thụy Điển      | 8         | 5         |
| Fernando Verdasco   | Tây Ban Nha    | 9         | 6         |
| Jo-Wilfried Tsonga  | Pháp           | 10        | 7         |
| Marin Čilić         | Croatia        | 11        | 8         |
| Mikhail Youzhny     | Nga            | 13        | 9         |
| Tomáš Berdych       | Czech Republic | 14        | 10        |
| Ivan Ljubičić       | Croatia        | 15        | 11        |
| Juan Carlos Ferrero | Tây Ban Nha    | 16        | 12        |
| David Ferrer        | Tây Ban Nha    | 17        | 13        |
| John Isner          | Hoa Kỳ         | 22        | 14        |
| Sam Querrey         | Hoa Kỳ         | 23        | 15        |
| Juan Mónaco         | Argentina      | 24        | 16        |

- Bảng xếp hạng tính đến ngày 19 tháng 4 năm 2010.

### Vận động viên khác
Đặc cách:
- Simone Bolelli
- Paolo Lorenzi
- Potito Starace
- Filippo Volandri

Special exempt:
- Thiemo de Bakker

Vượt qua vòng loại:
- Juan Ignacio Chela
- Santiago Giraldo
- Marcel Granollers
- Jan Hájek
- Michaël Llodra
- Peter Luczak
- Leonardo tháng 5er

Thua cuộc may mắn:
- Simon Greul

### Bỏ cuộc
Bỏ cuộc:
- Nikolay Davydenko (gãy cổ tay) [2]
- Juan Martín del Potro (cổ tay phải) [2]
- Tommy Haas (phẫu thuật hông phải)
- Fernando González (chấn thương đầu gối)
- Ivo Karlović (chấn thương gót Achilles)
- Gaël Monfils (cổ tay trái)
- David Nalbandian (chân phải)
- Tommy Robredo (chấn thương lưng)
- Andy Roddick (free exemption) [2]
- Gilles Simon (đầu gối phải)
- Radek Štěpánek (ngất xỉu)

## Vận động viên WTA

### Hạt giống
| Tay vợt             | Quốc tịch | Xếp hạng* | Hạt giống |
| ------------------- | --------- | --------- | --------- |
| Serena Williams     | Hoa Kỳ    | 1         | 1         |
| Caroline Wozniacki  | Denmark   | 2         | 2         |
| Dinara Safina       | Nga       | 3         | 3         |
| Venus Williams      | Hoa Kỳ    | 4         | 4         |
| Svetlana Kuznetsova | Nga       | 5         | 5         |
| Elena Dementieva    | Nga       | 6         | 6         |
| Jelena Janković     | Serbia    | 7         | 7         |
| Agnieszka Radwańska | Poland    | 8         | 8         |
| Victoria Azarenka   | Belarus   | 9         | 9         |
| Samantha Stosur     | Australia | 10        | 10        |
| Yanina Wickmayer    | Bỉ        | 12        | 11        |
| Flavia Pennetta     | Italy     | 15        | 12        |
| Francesca Schiavone | Italy     | 17        | 13        |
| Nadia Petrova       | Nga       | 18        | 14        |
| Vera Zvonareva      | Nga       | 19        | 15        |
| Shahar Pe'er        | Israel    | 20        | 16        |

- Bảng xếp hạng tính đến ngày 19 tháng 4 năm 2010.

### Vận động viên khác
Đặc cách:
- Maria Elena Camerin
- Corinna Dentoni
- Romina Oprandi
- Serena Williams

Vượt qua vòng loại:
- Akgul Amanmuradova
- Gréta Arn
- Bojana Jovanovski
- Sesil Karatantcheva
- Varvara Lepchenko
- Bethanie Mattek-Sands
- Ayumi Morita
- Karolina Šprem

Thua cuộc may mắn:
- Pauline Parmentier

### Bỏ cuộc
Bỏ cuộc:
- Samantha Stosur (Fatigue, Sore Right Arm)

## Nhà vô địch

### Đơn nam
Rafael Nadal đánh bại  David Ferrer, 7–5, 6–2
- It was Nadal's second title của year and 38th of his career. It was his 5th win at Rome, also winning in 2005, 2006, 2007, and 2009.
- Nadal tied Andre Agassi's record of most Masters victories, 17 in total.

### Đơn nữ
María José Martínez Sánchez đánh bại  Jelena Janković, 7–6(5), 7–5
- It was Martínez Sánchez' first title của year and 3rd of her career.
- Martínez Sánchez was the first Spaniard to make the final since Conchita Martínez in 1997.

### Đôi nam
Bob Bryan /  Mike Bryan đánh bại  John Isner /  Sam Querrey, 6–2, 6–3

### Đôi nữ
Gisela Dulko /  Flavia Pennetta đánh bại  Nuria Llagostera Vives /  María José Martínez Sánchez, 6–4, 6–2